# شهرستان کامبرلند (ویرجینیا)
شهرستان کامبرلند، ویرجینیا (به انگلیسی: Cumberland County, Virginia) یک سکونتگاه مسکونی در ایالات متحده آمریکا است که در ویرجینیا واقع شده‌است.

## خصوصیات
شهرستان کامبرلند ۷۷۷٫۰ کیلومترمربع مساحت دارد.